# Enchophyllum fulica
Enchophyllum fulica är en insektsart som beskrevs av Ernst Friedrich Germar. Enchophyllum fulica ingår i släktet Enchophyllum och familjen hornstritar. Inga underarter finns listade i Catalogue of Life.